# ジョーダン・EJ15
ジョーダン・EJ15 (Jordan EJ15) は、ジョーダン・グランプリが2005年のF1世界選手権参戦用に開発したフォーミュラ1カー。ティアゴ・モンテイロとナレイン・カーティケヤンがドライブした。ジョーダンチームとしては最後のF1マシンとなった。

## 概要
フォードは2004年末にコスワースの売却を決定し、ジョーダンは2005年シーズンに使用するエンジンが決定しない状態であったが、すぐさまトヨタがワークスと同等のエンジン供給を決定した。
チームは2005年の初めにミッドランド・グループに6,000万ドルで売却された。ジョーダン・グランプリの名称は登録の関係上2005年シーズンも使用されたが、チームは翌年MF1レーシングに名称を変更した。2005年シーズンを通してジャーナリストはミッドランドが長期間フォーミュラ1に参戦するか疑問を呈した。噂はシーズンを通して広がり、エディ・アーバインがチームの買収を希望しているとまことしやかにささやかれた。
チームは2名のルーキー、モンテイロとカーティケヤンを起用した。EJ15は予選ではグリッド後方の常連で、事実上のライバルであるミナルディに先行されることもあった。チーム最後の表彰台はアメリカGPでもたらされたが、このレースはミシュランタイヤ勢が、タイヤの安全上の問題で棄権したことにより、ブリヂストンタイヤユーザー6台のみで争われた物であった。モンテイロはベルギーGPで8位に入ったが、これがジョーダンチームとしては最後のポイントであった。チームの最終戦は、モンテイロが11位、カーティケヤンはリタイアで締めくくった。だが信頼性は高く、モンテイロが当時の新人最多連続完走記録16戦をつくった。

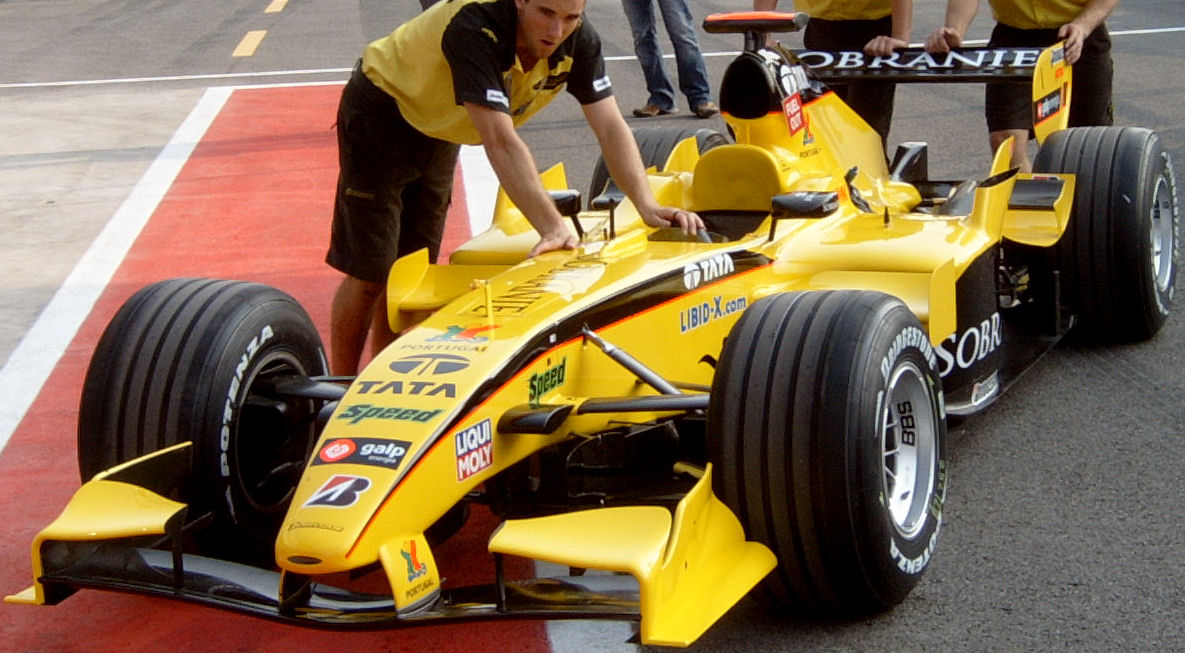
イタリアGPにて

## F1における全成績
(key) （太字はポールポジション）
| 年     | チーム     | エンジン   | タイヤ | ドライバー               | 1   | 2   | 3   | 4   | 5   | 6   | 7   | 8   | 9   | 10  | 11  | 12  | 13  | 14  | 15  | 16  | 17  | 18  | 19  | ポイント | 順位 |
| ------ | ---------- | ---------- | ------ | ------------------------ | --- | --- | --- | --- | --- | --- | --- | --- | --- | --- | --- | --- | --- | --- | --- | --- | --- | --- | --- | -------- | ---- |
| 2005年 | ジョーダン | トヨタ V10 | B      |                          | AUS | MAL | BHR | SMR | ESP | MON | EUR | CAN | USA | FRA | GBR | GER | HUN | TUR | ITA | BEL | BRA | JPN | CHN | 12       | 9位  |
| 2005年 | ジョーダン | トヨタ V10 | B      | ティアゴ・モンテイロ     | 16  | 12  | 10  | 13  | 12  | 13  | 15  | 10  | 3   | 13  | 17  | 17  | 13  | 15  | 17  | 8   | Ret | 13  | 11  | 12       | 9位  |
| 2005年 | ジョーダン | トヨタ V10 | B      | ナレイン・カーティケヤン | 15  | 11  | Ret | 12  | 13  | Ret | 16  | Ret | 4   | 15  | Ret | 16  | 12  | 14  | 20  | 11  | 15  | 15  | Ret | 12       | 9位  |